# Estrada de Ferro Paraná Oeste
| Streckenplan der Ferroeste S.A. |                     |                                         |                                         |
| Streckenlänge: | 248,6 km            |                                         |                                         |
| Spurweite: | 1000 mm (Meterspur) |                                         |                                         |
| |                     |                                         |                                         |
| \| \| \| Anschluss zur Strecke nach Ponta Grossa \| \| \| \| 0 km \| Guarapuava \| Guarapuava \| \| \| \| Agrária \| \| \| \| \| Campo Real \| \| \| \| \| Limoeiro \| \| \| \| \| Araras \| \| \| \| \| Goioxim \| \| \| \| \| Cantagalo \| \| \| \| \| Laranjeiras do Sul \| \| \| \| \| Herveira \| \| \| \| \| Guaraniaçu \| \| \| \| \| Ibema \| \| \| \| \| Campo Bonito \| \| \| \| \| Cascavel \| \| |                     |                                         |                                         |
| Kilometer-Wechsel |                     | Anschluss zur Strecke nach Ponta Grossa | Anschluss zur Strecke nach Ponta Grossa |
| Dienststation / Betriebs- oder Güterbahnhof | 0 km                | Guarapuava                              | Guarapuava                              |
| Dienststation / Betriebs- oder Güterbahnhof |                     | Agrária                                 | Agrária                                 |
| Dienststation / Betriebs- oder Güterbahnhof |                     | Campo Real                              | Campo Real                              |
| Dienststation / Betriebs- oder Güterbahnhof |                     | Limoeiro                                | Limoeiro                                |
| Dienststation / Betriebs- oder Güterbahnhof |                     | Araras                                  | Araras                                  |
| Dienststation / Betriebs- oder Güterbahnhof |                     | Goioxim                                 | Goioxim                                 |
| Dienststation / Betriebs- oder Güterbahnhof |                     | Cantagalo                               | Cantagalo                               |
| Dienststation / Betriebs- oder Güterbahnhof |                     | Laranjeiras do Sul                      | Laranjeiras do Sul                      |
| Dienststation / Betriebs- oder Güterbahnhof |                     | Herveira                                | Herveira                                |
| Dienststation / Betriebs- oder Güterbahnhof |                     | Guaraniaçu                              | Guaraniaçu                              |
| Dienststation / Betriebs- oder Güterbahnhof |                     | Ibema                                   | Ibema                                   |
| Dienststation / Betriebs- oder Güterbahnhof |                     | Campo Bonito                            | Campo Bonito                            |
| Betriebs-/Güterbahnhof Streckenende |                     | Cascavel                                | Cascavel                                |

Estrada de Ferro Paraná Oeste S.A. (FERROESTE) ist eine brasilianische Bahngesellschaft. Sie betreibt ein Streckennetz im brasilianischen Bundesstaat Paraná. Die Gesellschaft wurde 1988 gegründet und gehört mehrheitlich dem Bundesstaat Paraná.

## Geschichte

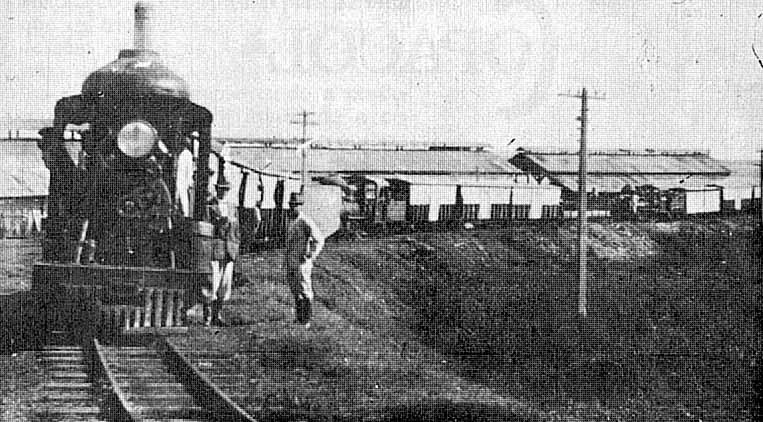
Historisches Bild der Bahnstrecke bei Guaira

Die Estrada de Ferro Paraná Oeste S.A. (FERROESTE) ist eine Bahnlinie, die verschiedene Orte im Bundesstaat Paraná miteinander verbindet. Im 19. Jahrhundert war eine Verbindung von der Küste um Paranaguá mit der Staatshauptstadt Curitiba und dem Ort Foz do Iguaçu im Hinterland an der Grenze nach Paraguay und Argentinien (an den gleichnamigen Wasserfällen gelegen) vorgesehen.
Über den Weg einer Versteigerung wurde das Unternehmen am 10. Dezember 1996 an die Gesellschaft Ferrovia Paraná S.A. (Ferropar) überführt, die eine Konzession für den Betrieb über 30 Jahre erhielt und Garantieleistungen für den Ausbau der Strecke übernahm. Allerdings übernahm die Regierung des Bundesstaates Paraná im Jahr 2006 die Kontrolle über die Gesellschaft, weil die zugesagten Leistungen nicht erfüllt wurden. Seitdem wurde der Name auf FERROESTE geändert. Heute verbindet die Eisenbahnlinie die Städte Guarapuava und Cascavel. Die hauptsächliche Ladung besteht aus landwirtschaftlichen Produkten wie Soja, Mais und Getreide. Aber auch Industrieprodukte wie Zement, Dünger und Gefriergüter werden mit FERROESTE gefahren.

## Zukunftsprojekte
Unter dem Projektnamen Nova Ferroeste wird das Teilstück  von Cascavel (Paraná) nach Guaíra und weiter nach Dourados im Bundesstaat Mato Grosso do Sul geplant.
FERROESTE untersucht ein Projekt zur Konstruktion eines Anschlussgleises zwischen Cascavel und Foz do Iguaçu mit 143 km Gesamtlänge, damit wäre ein Eisenbahn-Korridor zwischen den Häfen Paranaguá (am Atlantik) und  Antofagasta, in Chile (am Pazifik), abgedeckt.